# 4022-es busz
A 4022-es jelzésű autóbuszvonal egy Kácsról Egerbe közlekedő helyközi járat, amelyet a Volánbusz Zrt. üzemeltet munkanapokon, Mezőnyárádon és Mezőkövesden keresztül.

## Útvonala
Kács községházától indul. Zsákfalu révén egyetlen irányba, Bükkábrány felé hagyja el a községet, a 10 kilométer felénél található Tibolddaróc. A 3-as főúton található települést a Vörösmarty utcán hagyja el. Következő állomása Mezőnyárád, mint jellemzően az összes helyközi járatnak. Ezt követően visszatér az országos útra és Mezőkövesd határáig azon is marad, itt a transzformátor állomás mellett futó úton gurul be. A Mátyás király úton szeli át a várost és a Váci Mihály utcát, ezután legközelebb csak Eger ZF Hungária Kft. megállóban áll meg legközelebb. A megyeszékhely autóbusz állomását, a vonal végállomását a Gárdonyi Géza Színház felől közelíti meg a szóló.
Ellentétes irányban nincs indítása, a reggeli órákban indul egyetlen Egerbe.

## Közlekedése
| Indulási helyszín | Érkezési helyszín | Indításszáma | Közlekedése  |
| ----------------- | ----------------- | ------------ | ------------ |
| Kács, kh.         | Eger, aut. áll.   | 1 oda        | munkanapokon |

## Megállóhelyei
| 0  | Kács, községháza végállomás        | 0.0 km  | 3748, 4007 |
| 1  | Kács, Fő utca 120.                 | 0.7 km  | 3748, 4007 |
| 2  | Kács, Kismalom utca 3.             | 1.2 km  | 3748, 4007 |
| 3  | Kács, Árpádtanya                   | 2.0 km  | 3748, 4007 |
| 4  | Tibolddaróc, felső                 | 4.2 km  | 3748, 4007 |
| 5  | Tibolddaróc, autóbusz-váróterem    | 4.6 km  | 3748, 4007 |
| 6  | Tibolddaróc, Mikszáthtelep         | 5.4 km  | 3748, 4007 |
| 7  | Balmaztanya                        | 6.3 km  | 3748, 4007 |
| 8  | Bükkábrány, iskola                 | 9.9 km  | 3748, 4007 |
| 9  | Bükkábrány, bolt                   | 10.4 km | 1050, 1375, 1376, 1377, 1380, 1381 3746, 3747, 3748, 3749, 4006, 4007, 4019 |
| 10 | Bükkábrány, Vörösmarty utca        | 11.1 km | 1377, 1381 3746, 3747, 3749, 4006, 4007, 4019 |
| 11 | Mezőnyárád, felső                  | 12.6 km | 1377, 1381 3746, 3747, 3749, 4006, 4007, 4019 |
| 12 | Mezőnyárád, posta                  | 13.1 km | 1050, 1377, 1380, 1381 3746, 3747, 3749, 4006, 4007, 4019, 4026 |
| 13 | Mezőnyárád, kultúrház              | 14.0 km | 1377, 1381 3746, 3747, 3749, 4006, 4007, 4019, 4026 |
| 14 | Mezőnyárád, temető                 | 14.6 km | 1050, 1377, 1381 3746, 3747, 3749, 4006, 4007, 4008, 4009, 4019, 4021, 4026, 4030 |
| 15 | Tardi elágazás                     | 17.6 km | 1377, 1381 3746, 3749, 4001, 4006, 4007, 4008, 4009, 4021, 4026, 4030 |
| 16 | Klementina bejárati út             | 18.8 km | 1377, 1381 3746, 3749, 4001, 4006, 4007, 4008, 4009, 4021, 4026, 4030 |
| 17 | Mezőkövesd, transzformátor állomás | 21.4 km | 1377, 1381 3746, 3749, 4001, 4006, 4007, 4008, 4009, 4021, 4026, 4030 |
| 18 | Mezőkövesd, gimnázium              | 23.1 km | 1, 2, 2B, 3 1050, 1375, 1376, 1377, 1380, 1381 3416, 3746, 3749, 4001, 4006, 4007, 4008, 4009, 4013, 4017, 4018, 4019, 4021, 4023, 4026, 4030 |
| 19 | Mezőkövesd, Szent László tér       | 23.6 km | 1, 2, 2B, 3 1050, 1377, 1380, 1381 3416, 3746, 3749, 4001, 4006, 4007, 4008, 4009, 4013, 4017, 4018, 4019, 4021, 4023, 4026, 4030 |
| 20 | Mezőkövesd, Mátyás király út       | 23.9 km | 1, 2, 2B, 3 1050, 1375, 1376, 1377, 1380, 1381 3416, 3746, 3749, 4001, 4006, 4007, 4008, 4009, 4013, 4017, 4018, 4019, 4021, 4023, 4026, 4030 |
| 21 | Mezőkövesd, Váci Mihály utca       | 25.3 km | 1, 2 1050, 1344, 1380, 1381, 1426, 1427, 1428, 1447, 1468 3406, 3419, 4011, 4015, 4018, 4021, 4157 |
| 22 | Eger, ZF Hungária Kft.             | 42.3 km | 4, 5 1343, 1344, 1346, 1380, 1381, 1426, 1427, 1428, 1447, 1468 3405, 3424, 3426, 3431, 3435, 4014, 4015, 4018, 4021 |
| 23 | Eger, Hadnagy utca                 | 43.7 km | 2, 2A, 3A, 4, 5, 5A, 6, 16, 914 1343, 1344, 1346, 1380, 1381, 1426, 1427, 1428, 1447, 1468 3405, 3406, 3419, 3420, 3424, 3426, 3431, 3435, 4014, 4015, 4018, 4021 |
| 24 | Eger, színház                      | 45.0 km | 2, 2A, 7, 7A, 11, 12, 14, 14E, 17, 112 1053, 1054, 1343, 1344, 1346, 1348, 1362, 1380, 1381, 1426, 1427, 1428, 1447, 1468, 1517 3402, 3408, 3410, 3411, 3414, 3419, 3420, 3423, 3424, 3426, 3430, 3431, 3433, 3434, 3435, 3436, 3440, 3441, 3442, 3443, 3444, 3445, 3448, 3667, 4011, 4014, 4015, 4018, 4021, 4157 |
| 25 | Eger, autóbusz-állomás végállomás  | 45.7 km | 2, 2A, 4, 5, 5A, 6, 7, 7A, 11, 12, 14, 14E, 16, 17, 112, 914 1049, 1050, 1051, 1053, 1054, 1343, 1344, 1346, 1347, 1348, 1349, 1351, 1352, 1362, 1380, 1383, 1426, 1427, 1428, 1447, 1466, 1468, 1517 3400, 3402, 3403, 3405, 3406, 3407, 3408, 3409, 3410, 3411, 3412, 3414, 3415, 3416, 3417, 3418, 3419, 3420, 3423, 3424, 3426, 3430, 3431, 3432, 3433, 3434, 3435, 3440, 3441, 3442, 3443, 3444, 3445, 3446, 3448, 3450, 3455, 3456, 3457, 3458, 3462, 3469, 3470, 3471, 3472, 3473, 3474, 3476, 3479, 3480, 3481, 3482, 3483, 3484, 3488, 3604, 3660, 3667, 4012, 4014, 4015, 4157 |